# Sistema Universitario de Ohio
El Sistema Universitario de Ohio (en idioma inglés University System of Ohio) es una red de universidades públicas del estado de Ohio, Estados Unidos. Se unificó en 2007 y está formado por 14 universidades y 23 colegios universitarios

## Universidades
- Universidad Estatal de Bowling Green
- Universidad Estatal Central
- Universidad Estatal de Cleveland
- Universidad Estatal de Kent
- Universidad Miami
- Universidad Médica del Nordeste de Ohio
- Universidad de Ohio
- Universidad Estatal de Ohio
- Universidad Estatal Shawnee
- Universidad de Akron
- Universidad de Cincinnati
- Universidad de Toledo
- Universidad Estatal Wright
- Universidad Estatal de Youngstown